# Yoma algina
Yoma algina är en fjärilsart som beskrevs av Jean Baptiste Boisduval 1832. Yoma algina ingår i släktet Yoma och familjen praktfjärilar. Inga underarter finns listade i Catalogue of Life.